# 紅皇后假說
红皇后假说 （英語：Red Queen hypothesis），一种关于生物协同进化的假说，由演化生物学家利·范·瓦伦於1973年提出。其核心为：物种间为了抢夺资源，必须不停歇的最佳化才可以对抗捕食者和竞争者。可是相对于捕食者，它们也必须不停演化去与之抗衡才能生存。其结果是物种本身在不停歇的改变，可这种改变相对于它们的捕食者来说，适应度并没有增强。
諾貝爾經濟獎得主 Daron Acemoglu 和 James A. Robinson 在其著作<自由的窄廊> 中用以比喻國家與社會力量的相互制衡。

## 概論
此假说名字的来源于《愛麗絲鏡中奇遇》（愛麗絲夢遊仙境的續作）裡红皇后对爱丽丝说的一句话：
你必须尽力地不停地跑，才能使你保持在原地。
红皇后假说着重于物种间的协同进化，而忽略了外部因素，在生物进化论上仍存有争议。